# Government Issue (groupe)

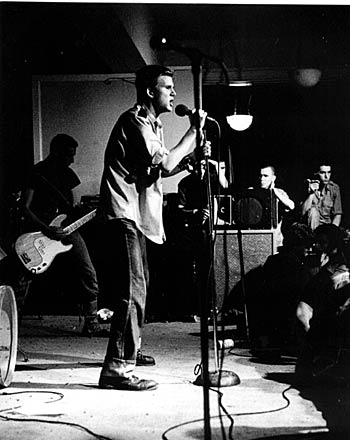
Concert de Government Issue en avril 1981 : John Stabb au micro.

Government Issue est un groupe américain de punk rock et hardcore punk, fondé en 1980 et actif de 1981 à 1989,,. 

## Evolution du groupe
Le nom du groupe fait référence à un jeu de mots sur le nom parfois donnés aux soldats américains, les GI de manière ironique ("problème gouvernemental").
Le groupe a connu de nombreux changements au cours de ses neuf années d'existence, le chanteur John Stabb étant le seul membre régulier d'un line up en perpétuelle fluctuation. A certains moment, il a compris des musiciens notables comme Brian Baker, Mike Fellows, Steve Hansgen , J. Robbins ou Peter Moffett. Government Issue trouve son origine dans la scène hardcore de Washington DC, mais a ajouté des éléments de heavy metal, de new wave et de rock psychédélique sur des enregistrements ultérieurs. Bien que cela ait fait que le groupe soit parfois négligé par rapport à d’autres groupes hardcore de Washington DC, leur diversité stylistique les rendit influents pour les groupes punk-rock ultérieurs. Government Issue a organisé des concerts de reformation occasionnels dans les années 2000 et 2010, avec différentes formations, jusqu'à la mort de Stabb d'un cancer de l'estomac en 2016.

## Discographie

### Albums studio
- Boycott Stabb (1983)
- Joyride (1984)
- Give Us Stabb or Give Us Death (1985)
- The Fun Just Never Ends (1985)
- Government Issue (1986)
- You (1987)
- Crash (1988)

### Albums live
- Live! (1985)
- Finale (1989)
- No Way Out 82 (1990)
- Strange Wine: Live at CBGB August 30th, 1987 (2003)

### Singles & EPs
- Legless Bull (1981)
- Make an Effort (1982)
- Fun And Games (1988)
- Strange Wine EP (1988)
- Video Soundtrack (1989)
- G.I.'s First Demo (2004)
- The Punk Remains the Same (2009)

### Compilations
- Joyride / The Fun Just Never Ends (1990)
- Beyond (1991)
- Best Of Government Issue • Live - The Mystic Years (1992)
- Make An Effort (1994)
- Complete History Volume One (2000)
- Complete History Volume Two (2002)

### Videos
- Live 1985 (2005)
- A HarD.C.ore Day's Night (2008)